# Battlefield Baseball
Battlefield Baseball (地獄甲子園?, Jigoku Kōshien) è un film del 2003, diretto da Yūdai Yamaguchi, al suo esordio nella regia cinematografica, prodotto da Ryūhei Kitamura, tratto dal manga Jigoku Kōshien, di Gatarō Man. È conosciuto anche come Battlefield Stadium.

## Trama
La squadra di baseball del liceo Seido, allenata da Gorilla Matsui, si appresta a partecipare al torneo dello stadio Koshien. Il preside Kocho non vede l'ora che il torneo inizi, ma ha anche un incubo ricorrente in cui vede la sua squadra fatta letteralmente a pezzi. Un insegnante rivela a Kocho che la prima partita della loro squadra sarà giocata contro il temibile e famigerato liceo Gedo, noto per la violenza estrema dei suoi giocatori, che travestiti da zombi sono soliti uccidere tutti, armati di varie armi.
Sentita la notizia, Kocho si fa prendere dal panico. A risollevare il suo morale ci pensa Jubeh, il nuovo studente, considerato da tutti un pericoloso teppista. Il ragazzo salva uno studente, Megame, detto Quattrocchi, e successivamente combatte davanti al preside contro una banda di quattro ragazzi, capitanati da Bancho, vincendo la sfida e mostrando una forza e un'agilità impressionanti. Kocho chiede a Jubeh di far parte della squadra, ma il ragazzo rifiuta, quindi incontra Bancho, che è risorto e ha cambiato volto.
Megame tenta di convincere Jubeh, e questi canta una canzone che racconta di come ha ucciso il padre durante un allenamento, colpendolo con la palla da baseball che a causa della sua forza sovrumana gli ha trapassato il corpo. Da allora Jubeh non gioca più a baseball. Megame insiste e convince finalmente Jubeh a far parte della squadra. Quando la partita contro il liceo Gedo inizia, Jubeh si trova però in carcere, e arriva sul campo quando già il massacro è stato compiuto. Credendo di vedere il cadavere di Megame, Jubeh si avvicina ma viene sbalzato in aria dall'esplosione di una bomba.
Jubeh ha un'allucinazione durante la quale vede suo padre, quindi si riprende e incontra nuovamente Bancho, che stavolta ha l'aspetto di un bambino, che gli dà un gigantesco guantone e si unisce alla squadra. Intanto la madre di Megame, che odia il baseball, imprigiona il figlio, che viene salvato dall'intervento di Jubeh. Dopo una lotta con la signora, Jubeh scopre che si tratta di sua madre, e che quindi Megame è suo fratello. La donna si unisce quindi alla nuova squadra del liceo Seido, composta da Jubeh, dal preside Kocho, da Megame, da Bancho e dal risorto Gorilla Matsui, adesso divenuto un cyborg insieme a un insegnante.
Ha inizio una delirante sfida-battaglia, al termine della quale rimangono in piedi solo Jubeh e l'allenatore del liceo Gedo. Questi mostra a Jubeh la loro arma definitiva, una mazza da baseball contenente un veleno, e tenta di iniettarlo sul corpo del ragazzo, che viene salvato dall'intervento di Megame. Jubeh, furioso, assale l'allenatore, ma viene convinto dagli studenti del Gedo a risparmiargli la vita. L'allenatore viene però ucciso da un suo studente ribelle, che a colpi di mitra uccide tutti i presenti tranne Jubeh, che riesce a ucciderlo. Alla vista di due bambini morti, Jubeh inizia a piangere. Le sue lacrime fanno risorgere tutti, che sorridono e festeggiano. Un uomo però è morto veramente, a causa dell'alcolismo.

## Produzione
Al film ha collaborato, non accreditato, anche il celebre regista Teruo Ishii. È stato lui che ha mostrato la sceneggiatura del film a Yūdai Yamaguchi, inoltre ha consigliato di spostare la sequenza ambientata nella casa di Megume, inizialmente prevista come prima sequenza del film, a metà pellicola. Alla fine si è dimostrato contento del film, asserendo: «Voglio vedere più film come questo».